# Csadobec
A Csadobec (oroszul: Чадобец) folyó Oroszország ázsiai részén, a Krasznojarszki határterületen, az Angara jobb oldali mellékfolyója.

## Földrajz
Hossza: kb. 647 km, vízgyűjtő területe: 19 700 km², évi közepes vízhozama az alsó folyásán: 55 m³/s, maximális vízhozama 1550 m³/s.
A Tunguszkai-platón ered és a Közép-szibériai-fennsíkon folyik előbb északnyugat, majd legnagyobb részén délnyugat felé. Kogyinszk járási székhelytől északnyugatra ömlik az Angarába, 425 km-re (a hajózási útvonalon számítva) annak torkolatától.
Középső folyásán ömlenek be jelentősebb, jobb oldalai mellékfolyói: a Tyerina (153 km), a Punya (109 km) és a Biva (106 km). Október vége felé befagy és május közepén szabadul fel a jég alól.
Kisebb települések: a folyó középső szakaszán Jarkino, a torkolatnál Csadobec és Zalegyejevo.